# Sturegatan, Stockholm

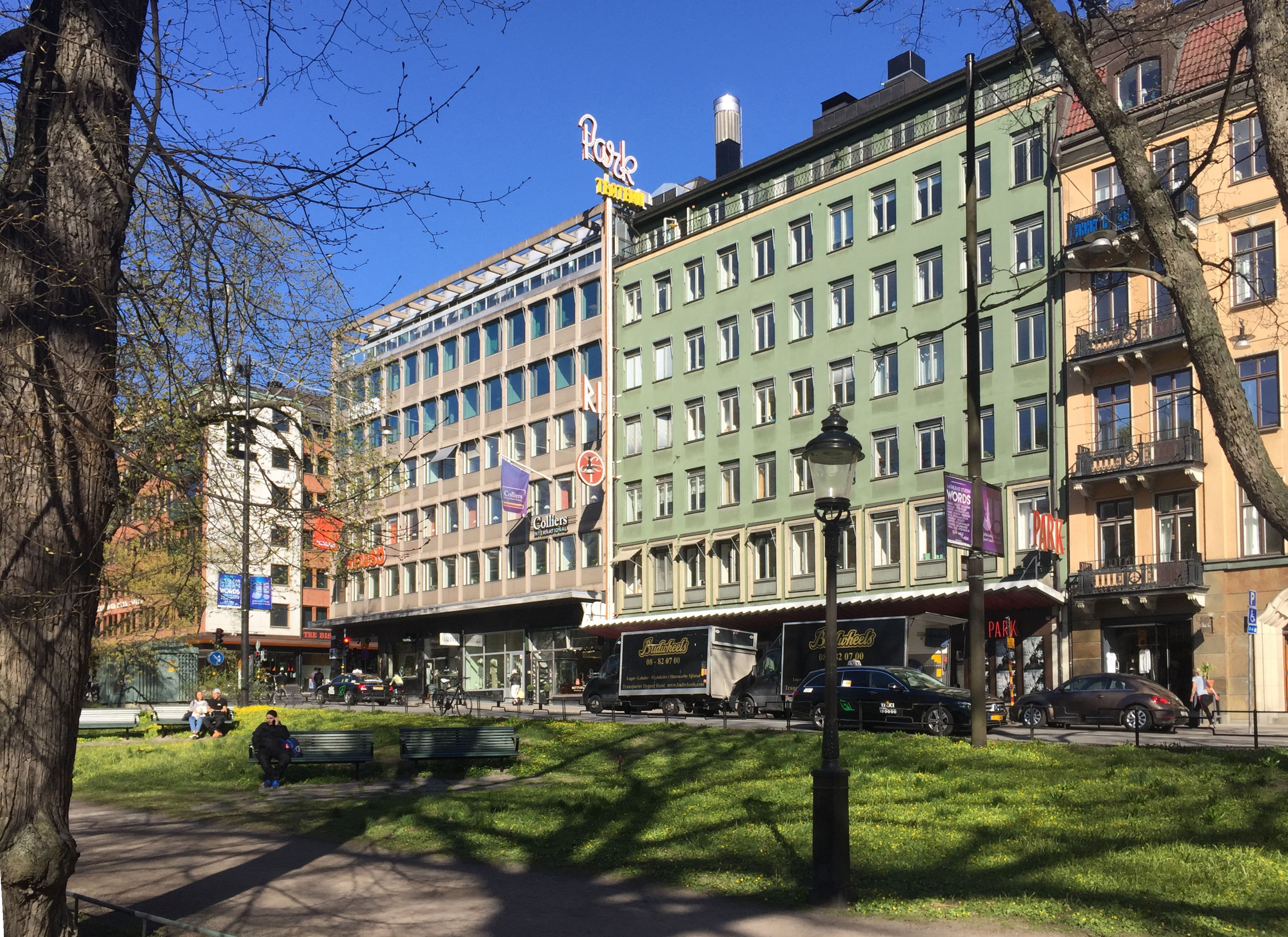
Sturegatan mot norr, till vänster syns Humlegården och i mitten Biografen Park.

Sturegatan är en gata i stadsdelen Östermalm i centrala Stockholm med sträckning från Stureplan till Valhallavägen, där den övergår i Lidingövägen. 

## Historik
Gatan har fått sitt namn efter de adliga ätterna Sture, vars mest kända medlemmar räknas riksföreståndarna Sten Sture den äldre, Svante Nilsson (Sture) och Sten Sture den yngre.
I början av 1860-talet diskuterades behovet av en ny gata utefter östra sidan av Humlegården och en sådan drogs också 1865, på privat initiativ, genom de här belägna kålgårdarna och trädgårdstäpporna. År 1873 fullföljdes utbyggnaden till Karlavägen och gatan omnämns som den s.k. Sturegatan. På 1880-talet förlängdes den och fick sin nuvarande sträckning. Sitt nuvarande namn fick gatan i samband med den stora namnrevisionen år 1885.

## Byggnader, områden och verksamheter (urval)

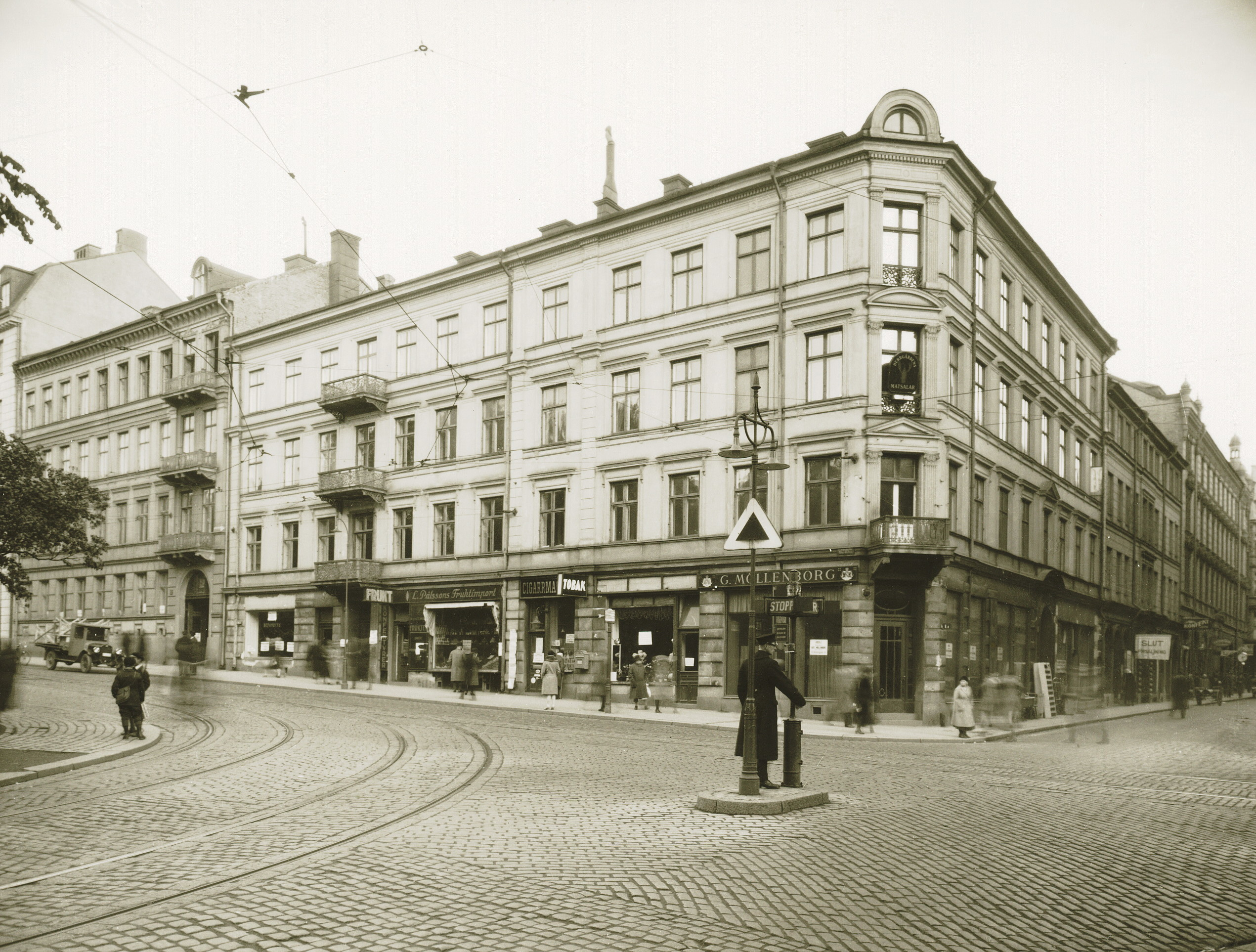
Hörnet Sturegatan / Humlegårdsgatan strax innan rivning 1929. Beakta polismannen som reglerar trafiken manuellt med AGA:s "Stopp-Kör" - signal.

Västra sidan
- Hotell Anglais (nr 1–3)
- Humlegården
- Stureparken

Östra sidan
- Sturebadet (nr 4)
- Sturecompagniet (nr 4)
- F.d. Eden Terrace Hotel (nr 10)
- Nobelstiftelsens hus (nr 14)
- Biograf Park (nr 18)
- Elite Eden Park Hotel (nr 22)
- Fastigheten Älgen 23 (nr 60)
- Kvarteret Älgen (nr 52–64)

## Bilder

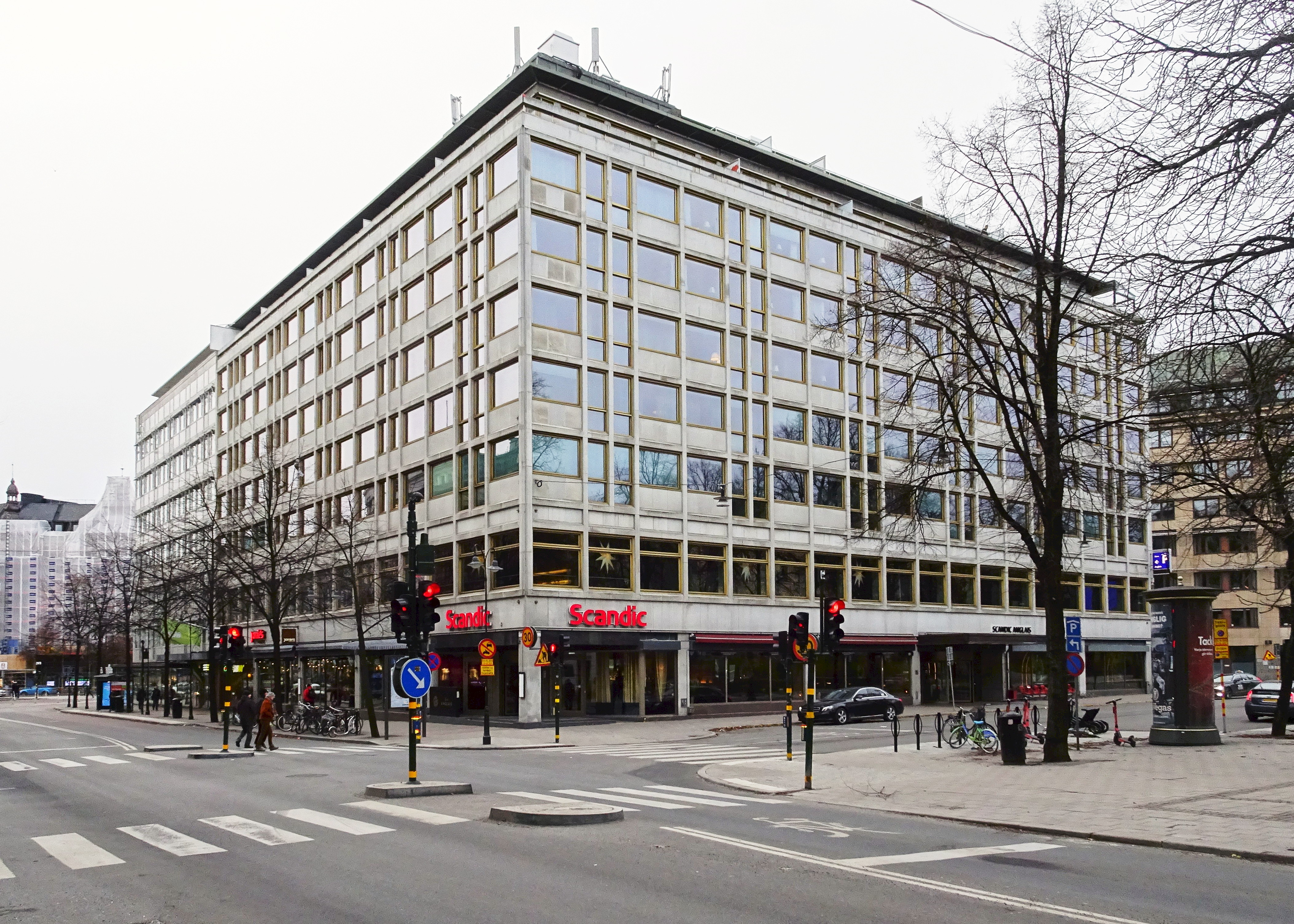
Hotell Anglais
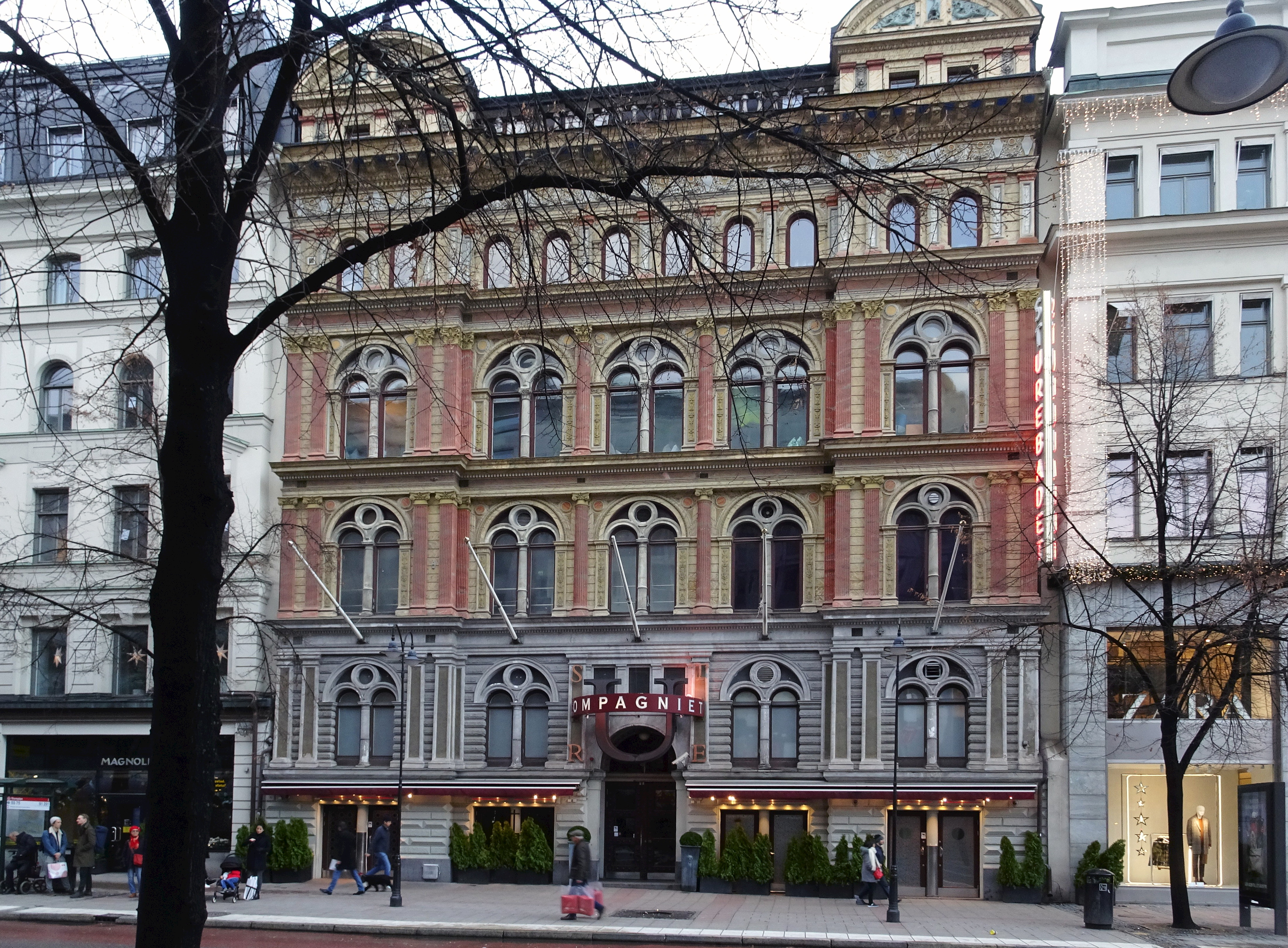
Sturebadet och Sturecompagniet
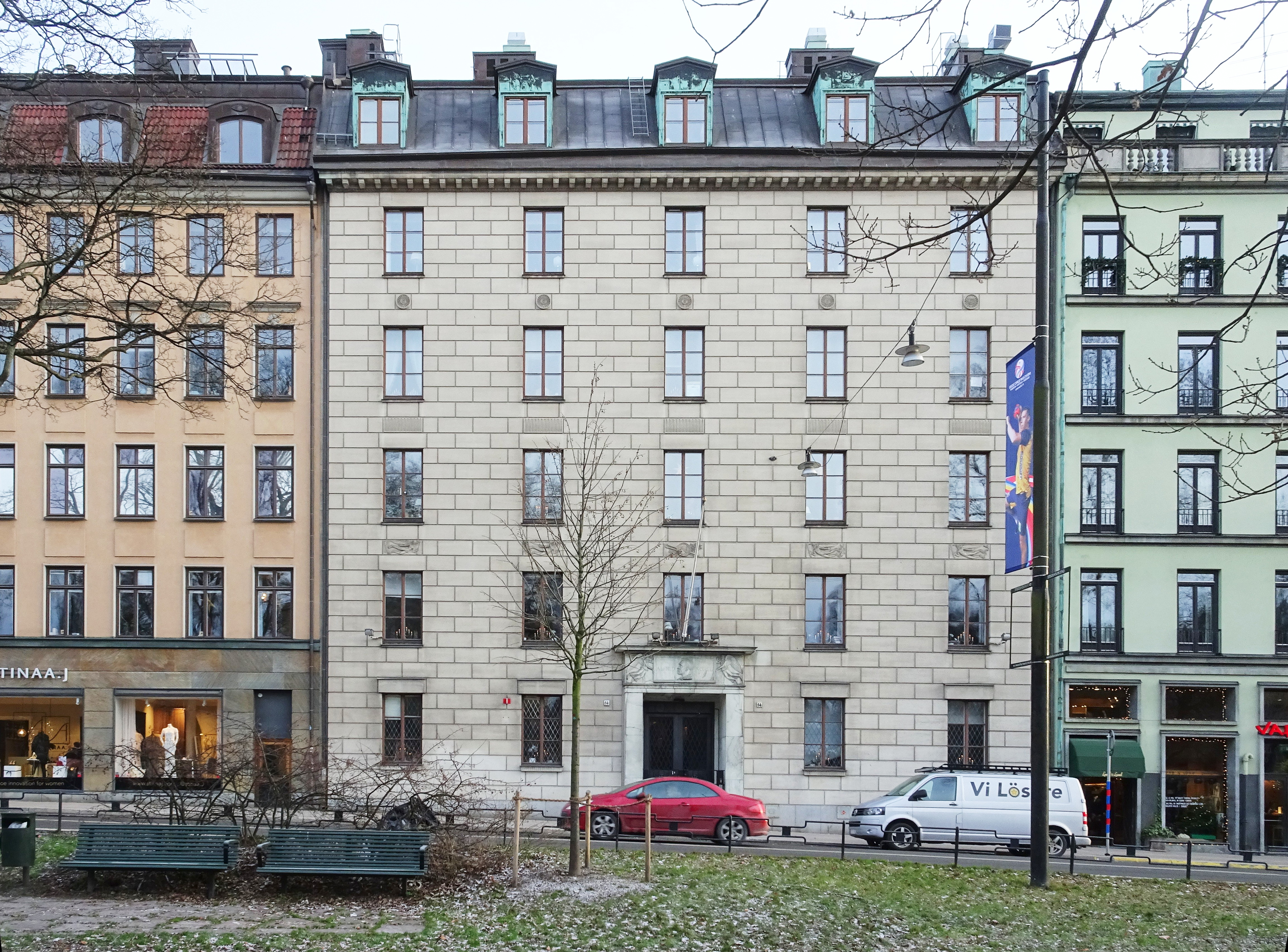
Nobelstiftelsens hus.
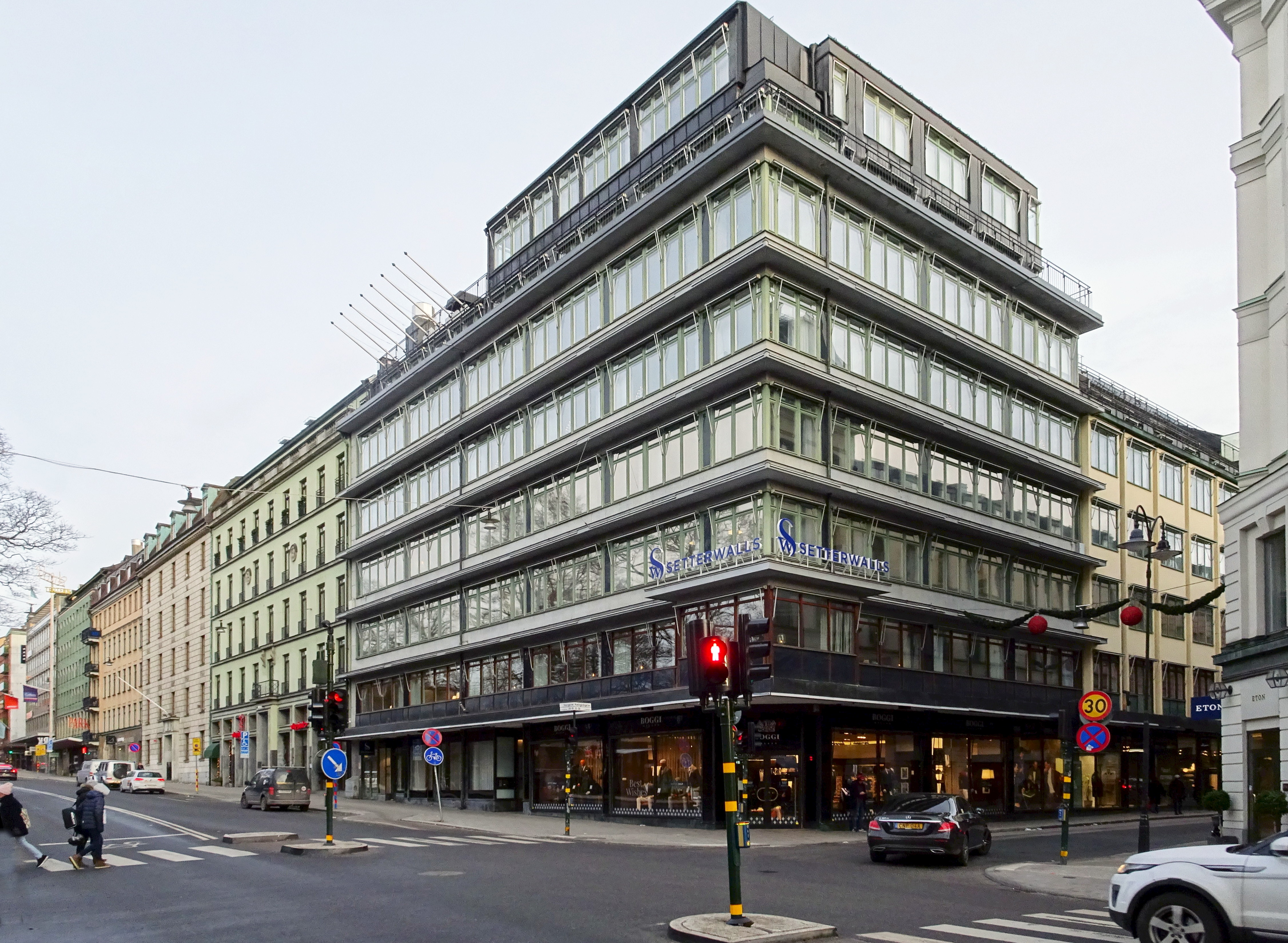
F.d. Eden Terrace Hotel
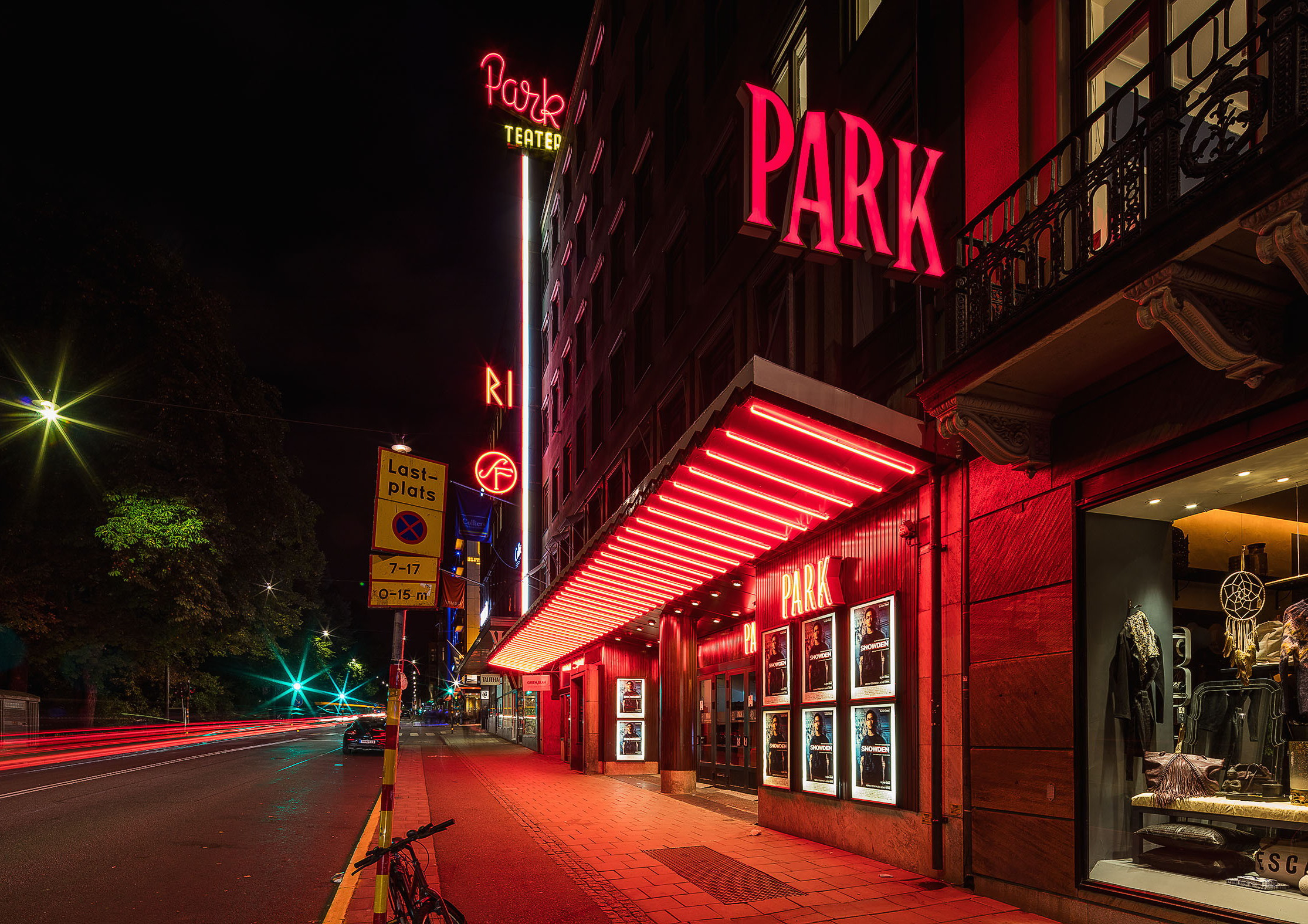
Biograf Park.